# Laetacara
Laetacara és un gènere de peixos de la família dels cíclids i de l'ordre dels perciformes que és endèmic de Sud-amèrica: des del curs superior del riu Orinoco (Veneçuela) fins al riu Paranà (Paraguai).
Moltes de les seues espècies no creixen més dels 5-10 cm de llargària total.
Totes les espècies són monògames.

## Taxonomia
- Laetacara curviceps (Ahl, 1923)
- Laetacara dorsigera (Heckel, 1840)
- Laetacara flavilabris (Cope, 1870)
- Laetacara fulvipinnis (Staeck & Schindler, 2007)
- Laetacara thayeri (Steindachner, 1875)[6][7][8]